# آن روبرتسون
آن روبرتسون (بالإنجليزية: Ann Robertson)‏ هي سيدة أعمال نيوزيلندية، ولدت في 17 مايو 1825، وتوفيت في 14 ديسمبر 1922.